# Tessaoua
Tessaoua es una comuna urbana de Níger, chef-lieu del departamento homónimo en la región de Maradi. En diciembre de 2012 presentaba una población censada de 172 796 habitantes.
Históricamente era una parada de las rutas comerciales entre Agadez y Kano. Cuando en el siglo XIX colapsaron los sultanatos de Bornu y Sokoto, los líderes locales crearon un sultanato en Tessaoua, que en 1897 se convirtió en protectorado francés tras firmar un tratado con el explorador Gabriel Marius Cazemajou. Actualmente alberga, entre otros servicios, un instituto y dos hospitales.
Se encuentra situada en el centro-sur del país, cerca de la frontera con Nigeria. Se ubica sobre la carretera RN1, a medio camino entre Maradi y Zinder.

## Clima
| Parámetros climáticos promedio de Tessaoua | Parámetros climáticos promedio de Tessaoua | Parámetros climáticos promedio de Tessaoua | Parámetros climáticos promedio de Tessaoua | Parámetros climáticos promedio de Tessaoua | Parámetros climáticos promedio de Tessaoua | Parámetros climáticos promedio de Tessaoua | Parámetros climáticos promedio de Tessaoua | Parámetros climáticos promedio de Tessaoua | Parámetros climáticos promedio de Tessaoua | Parámetros climáticos promedio de Tessaoua | Parámetros climáticos promedio de Tessaoua | Parámetros climáticos promedio de Tessaoua | Parámetros climáticos promedio de Tessaoua |
| Mes                                        | Ene.                                       | Feb.                                       | Mar.                                       | Abr.                                       | May.                                       | Jun.                                       | Jul.                                       | Ago.                                       | Sep.                                       | Oct.                                       | Nov.                                       | Dic.                                       | Anual                                      |
| ------------------------------------------ | ------------------------------------------ | ------------------------------------------ | ------------------------------------------ | ------------------------------------------ | ------------------------------------------ | ------------------------------------------ | ------------------------------------------ | ------------------------------------------ | ------------------------------------------ | ------------------------------------------ | ------------------------------------------ | ------------------------------------------ | ------------------------------------------ |
| Temp. máx. media (°C)                      | 31.0                                       | 33.9                                       | 37.5                                       | 39.7                                       | 39.3                                       | 37.2                                       | 33.2                                       | 31.5                                       | 33.5                                       | 36.3                                       | 34.7                                       | 31.3                                       | 34.9                                       |
| Temp. media (°C)                           | 22.6                                       | 25.1                                       | 29.1                                       | 31.8                                       | 32.3                                       | 30.9                                       | 27.9                                       | 26.5                                       | 27.7                                       | 28.6                                       | 26.2                                       | 22.8                                       | 27.6                                       |
| Temp. mín. media (°C)                      | 14.2                                       | 16.3                                       | 20.7                                       | 24.4                                       | 25.4                                       | 24.7                                       | 22.6                                       | 21.6                                       | 21.9                                       | 21.0                                       | 17.7                                       | 14.4                                       | 20.4                                       |
| Lluvias (mm)                               | 0                                          | 0                                          | 0                                          | 3                                          | 12                                         | 41                                         | 112                                        | 154                                        | 54                                         | 6                                          | 0                                          | 0                                          | 382                                        |
| Fuente: Climate-Data.org                   |                                            |                                            |                                            |                                            |                                            |                                            |                                            |                                            |                                            |                                            |                                            |                                            |                                            |

## Demografía
La ciudad ha tenido los siguientes datos de población en los censos:
| Año  | Habitantes |
| 1977 | 10 590     |
| 1988 | 19 737     |
| 2001 | 31 667     |
| 2012 | 43 409     |